# نظرسنجی جامع اجتماعی ژاپن
نظرسنجی جامع اجتماعی ژاپن (به ژاپنی: 柳生 兵庫助 Yagyū Hyōgonosuke) یا (به انگلیسی: Japanese General Social Surveys) با مخفف  (JGSS); یک نظرسنجی اجتماعی جامع است که توسط دانشگاه بازرگانی اوساکا بنیان‌گذاری شده است.

## نمای کلی
این پروژه با همکاری مؤسسه علوم اجتماعی دانشگاه توکیو انجام می‌شود.
علاوه بر مقیاس‌های اجتماعی، مقیاس‌های روان شناختی و مقیاس‌های سیاسی نیز گنجانده شده است.
انجام نظرسنجی‌های منظم و مستمر نسبت به سایر نظرسنجی‌ها مزیت دارد.